# Hans Selander
Hans „Hasse“ Selander (* 15. März 1945 in Helsingborg; † 15. Dezember 2023) war ein schwedischer Fußballspieler.

## Laufbahn
Selander begann seine Laufbahn bei Helsingborgs IF, für die er ab 1962 in der Allsvenskan antrat. Nachdem sein Verein 1969 als Vorletzter in die Division 1 absteigen musste, wechselte er zum Ligarivalen Uppsala IF. Hier stand er bis 1972 unter Vertrag. 1973 begann er im Januar die Spielzeit bei IK Sirius, wechselte aber im Sommer nach Deutschland zu Wormatia Worms in die Regionalliga Südwest. Nach 18 Einsätzen, in denen ihm vier Tore gelangen, wechselte er 1974 wieder zurück nach Schweden zu IK Sirius. 1975 schloss er sich Halmstads BK an. Mit dem Klub wurde er zweimal schwedischer Meister und beendete dort 1981 seine aktive Laufbahn.
Selander stand 42-mal für Schweden auf dem Platz und konnte drei Tore erzielen. Mit der Landesauswahl nahm er an der Weltmeisterschaft 1970 teil, schied aber knapp in der Vorrunde aus.

## Erfolge
- Schwedischer Meister: 1976, 1979